# Carl Gottfried Neumann
Carl Gottfried Neumann (ur. 7 maja 1832 w Królewcu, zm. 27 marca 1925 w Lipsku) – matematyk niemiecki, wprowadził pojęcie potencjału logarytmicznego; syn fizyka Franza Ernsta Neumanna (1798–1895).

## Życiorys
Carl Gottfried Neumann urodził się 7 maja 1832 roku w Królewcu . Był najstarszym synem fizyka Franza Ernsta Neumanna (1798–1895) i jego pierwszej żony Florentine Hagen (1800–1838) .
Neumann studiował na Uniwersytecie Albrechta w Królewcu, m.in. u Friedricha Richelota (1808–1875), ucznia Carla Gustava Jacobiego (1804–1851) i u Otto Hessego (1811–1874) . W 1856 roku uzyskał stopień doktora – jego praca doktorska zatytułowana była De problemate quodam mechanico, quod ad primam integralium ultraellipticorum classem revocatur . Dwa lata później uzyskał habilitację na uniwersytecie w Halle . Pracował na stanowiskach profesorskich na uniwersytetach w Bazylei (1863) i Tybindze (1865) . W 1868 roku objął stanowisko profesora matematyki w Lipsku, które piastował aż do przejścia na emeryturę w 1911 roku .
Zmarł 27 marca 1925 roku w Lipsku .

## Działalność naukowa
Neumann zajmował się teorią potencjału, równaniami różniczkowymi cząstkowymi, funkcjami algebraicznymi i funkcjami specjalnymi . Wprowadził pojęcie potencjału logarytmicznego . Badał tzw. zagadnienia Neumanna .
W 1868 roku wraz z Alfredem Clebschem (1833–1872) założył czasopismo matematyczne „Mathematische Annalen” .
Zajmował się również fizyką matematyczną , a także mechaniką, hydrodynamiką, elektrodynamiką, optyką i termodynamiką .

## Publikacje
Dzieła podane za Neue Deutsche Biographie :
- 1865 – Vorlesungen über die Riemannsche Theorie der Abelschen Integrale
- 1870 – Über die Principien der Galilei-Newtonschen Theorie
- 1873 – Die elektrische Kräfte. Darlegung und Erweiterung der von A. Ampère, F. Neumann, W. Weber und G. Kirchhoff entwickelten mathematischen Theorien
- 1877 – Untersuchung über die Logarithmische und Newton’sche Potential
- 1880 – Die Principien der Elektrodynamik
- 1881 – Über die nach Kreis-, Kugel- und Zylinderfunktionen fortschreitenden Entwicklungen
- 1910 – Über die Körper Alpha

## Członkostwa, odznaczenia i nagrody
- 1855–1925 – członek Niemieckiego Towarzystwa Fizycznego (Deutsche Physikalische Gesellschaft)[3]
- 1864–1868 – członek korespondencyjny Królewskiego Towarzystwa Naukowego w Getyndze (Königliche Societät der Wissenschaften zu Göttingen)[4]
- 1868–1893 – członek zagraniczny Królewskiego Towarzystwa Naukowego w Getyndze (Königliche Societät der Wissenschaften zu Göttingen)[4]
- 1869 – członek zwyczajny Saksońskiej Akademii Nauk(Sächsische Akademie der Wissenschaften)[1]
- 1893–1919 – członek korespondencyjny Królewskiej Pruskiej Akademii Nauk (Königlich Preußische Akademie der Wissenschaften)[4] [5]
- 1893–1919 – członek zagraniczny Królewskiego Towarzystwa Naukowego w Getyndze (Königliche Gesellschaft der Wissenschaften zu Göttingen)[4]
- 1895–1919 – członek korespondencyjny Królewskiej Bawarskiej Akademii Nauk w Monachium (Königlich-Bayerische Akademie der Wissenschaften)[4] [6]
- 1897 – Pour le Mérite[6]
- 1919–1925 – członek zagraniczny Akademii Nauk w Getyndze (Akademie der Wissenschaften zu Göttingen)[4]
- 1919–1925 – członek korespondencyjny Bawarskiej Akademii Nauk w Monachium (Bayerische Akademie der Wissenschaften)[4]
- 1919–1925 – członek korespondencyjny Pruskiej Akademii Nauk (Preußische Akademie der Wissenschaften)[4]
- 1919–1925 – członek zwyczajny Saksońskiej Akademii Nauk w Lipsku (Sächsische Akademie der Wissenschaften zu Leipzig)[4] [7]

## Upamiętnienie
Jego imieniem nazwano szereg terminów matematycznych :
- Funkcje Neumanna
- Wielomian Neumanna
- Szereg Neumanna